# Chuquibamba
Chuquibamba (Quechua: Chuqipampa, chuqi înseamnă „zăcământ”, iar pampa înseamnă „câmpie”) este un oraș din partea sudică a statului Peru, fiind capitala provinciei Condesuyos, regiunea Arequipa.
La data recensământului din 2005, orașul număra  3 066 de locuitori.